# Robert O'Brien
Pas d'image ? Cliquez ici
Robert O'Brien (né le 11 avril 1908 à Lyndhurst dans le New Jersey et mort le 10 février 1987 à Hackensack) est un pilote américain de course automobile. Il disputa un Grand Prix de championnat du monde, en 1952, au volant d'une Gordini.

## Carrière en championnat du monde de Formule 1
Robert O'Brien n'a pris le départ que d'un seul Grand Prix de Formule 1, le Grand Prix automobile de Belgique 1952. Il s'engage à titre privé au volant d'une Simca-Gordini T15. Il se qualifie à la vingt-deuxième et dernière place sur la grille de départ, à 1 min 14 s du temps de la pole position d'Alberto Ascari. En course, il est victime d'un incident technique qui le laisse à l'arrêt pendant près de vingt secondes sur la ligne de départ avant de parvenir à s'élancer. Il passe l'ensemble de l'épreuve aux aairère-postes et, profitant des divers abandons, rejoint l'arrivée à la quatorzième place, à six tours du vainqueur Ascari.

## Résultats en championnat du monde de Formule 1
| Saison | Écurie | Châssis           | Moteur             | Pneus     | GP disputés    | Points inscrits | Classement |
| ------ | ------ | ----------------- | ------------------ | --------- | -------------- | --------------- | ---------- |
| 1952   | Privé  | Simca-Gordini T15 | Gordini 4 en ligne | Englebert | Belgique (14e) | 0               | n.c.       |